# Durcet
Durcet – miejscowość i gmina we Francji, w regionie Normandia, w departamencie Orne.
Według danych na rok 1990 gminę zamieszkiwało 227 osób, a gęstość zaludnienia wynosiła 24 osoby/km² (wśród 1815 gmin Dolnej Normandii Durcet plasuje się na 662. miejscu pod względem liczby ludności, natomiast pod względem powierzchni na miejscu 547.).